# Багдади Махмуди
Ел Багдади Али ел Махмуди (арап. البغدادي علي المحمودي‎‎; Либија, 1. јул 1950) либијски је политичар. Био је секретар Општег народног комитета.

## Биографија
Рођен је 1. јула 1950. године. Живи на подручју Ез Завија, на сјеверозападу Либије. По занимању је доктор акушерства и гинекологије. У либијској влади био је секретар Општег народног комитета за здравство и социјалну заштиту, а јуна 2003. постао је замјеник секретара Општег народног комитета. Од 5. марта 2006. обављао је дужност секретара Општег народног комитета, замјенивши Шукри Ганема.
Дана 22. септембра 2011, туниске власти су објавиле да је ухапшен због незаконитог преласка државне границе. Одређен му је притвор од шест мјесеци. Претходно је напустио Либију услед Рата у Либији (2011). Дана 28. септембра, туниски апелациони суд га је ослободио, а већ сљедећи дан опет је притворен ради вођења екстрадиционог поступка. Објављено је да је ту започео штрајк глађу. Дана 24. јуна 2012. изручен је либијским властима.